# كرة قدم المجرات
كرة قدم المجرات (بالإنجليزية: Galactik Football) هو مسلسل رسوم متحركة فرنسي، يتكون من 78 حلقة مدة كل منها 26 دقيقة، من إنشاء تشارلز باريز وفنسنت فانديلي، يمزج المسلسل بين التحريك التقليدي ثنائي الأبعاد والرسومات الحاسوبية ثلاثية الأبعاد. وعُرض بين 27 مايو 2006 و1 مارس 2011.
تدور أحداث المسلسل في مستقبل بعيد، حيث تتنافس العوالم المأهولة في مجرة زايون في رياضة «كرة قدم المجرات»، وهي رياضة تشبه كرة القدم التقليدية، لكنها تُلعب بسبعة لاعبين في كل فريق. وتزداد اللعبة تعقيدًا بوجود طاقة كونية تُعرف باسم «الفلوكس»، وهي طاقة تعزز قدرات اللاعب مثل السرعة، القوة، والرشاقة، أو تمنحه قوى خاصة مثل الانتقال الآني. تتبع القصة مصير فريق كوكب كيليان قليل الخبرة، المعروف باسم «ملوك الجليد»، بينما يسعون للمشاركة في كأس كرة قدم المجرات والفوز به.

## القصة

### الموسم الأول
تبدأ القصة أثناء مباراة بين الفريق المضيف لكوكب كيليان وفريق «الشادوز». وعندما يستعد «آرتش»، قائد فريق كيليان، لتنفيذ ضربة حرة مباشرة، يُسمع انفجار وتجتاح انهيارات جليدية الملعب، مما يُعلن بداية العصر الجليدي لكيليان وفقدان العبق، وهو الفلوكس الخاص بكيليان. تقفز القصة بعد ذلك إلى الأمام 15 عامًا. يعود «آرتش» وصديقه «كلامب»، وهو فني روبوتات، إلى كيليان لأول مرة منذ تلك المباراة. يهدف «آرتش» إلى إنشاء فريق جديد من كيليان لرياضة كرة قدم المجرات يكون قادرًا على الفوز بالكأس، ويختار مجموعة من المراهقين الموهوبين لتشكيل الفريق: «دجوك»، «سينيد»، «مايكرو-آيس»، «مي»، «ثران»، «أهيتو»، «روكيت»، و«تيا». مع ذلك، لا يرغب والد «روكيت» (وهو أيضًا شقيق «آرتش») بأن ينضم ابنه للفريق، ويوافق فقط على مشاركته بشرط أن يفوز الفريق الجديد، والذي سُمّي لاحقًا بـ «ملوك الجليد»، بمباراة ضد الفريق الحالي لكيليان «النمور الحمر»، الذين يدربهم «آرتيغور نيكسوس»، الصديق السابق لـ«آرتش» وزميله في الفريق.
خلال اختبارها، تكشف «تيا» عن امتلاكها لقوة عبق كيليان المفقودة منذ زمن. يفوز فريق «ملوك الجليد» على «النمور الحمر»، ويصبح الفريق الرسمي لكيليان. لكن «آرتيغور»، الذي يشعر بالمرارة، يغري «سينيد» بالانضمام إليه، ويجنده لصالح فريق «الشادوز»، الذي وافق على تدريبه. مع تقدم فريق «ملوك الجليد» في البطولة، يبدأ كل لاعب بتطوير قدرته على استخدام عبق كيليان. تظهر بعض التوترات داخل الفريق بسبب تطوّر العلاقة بين «تيا» و«روكيت»، وإعجاب «مايكرو-آيس» بـ«مي» دون أن يُبادَل. دون علم أيٍّ منهم، فإن اللاعبين السبعة قد تأثروا جميعًا بالميتا فلوكس، وهو فلوكس صناعي غير قابل للكشف، تم ابتكاره عن غير قصد من قبل «كلامب» والقرصان «سوني بلاكبونز». وكان هذا الفلوكس هو السبب الحقيقي وراء العصر الجليدي لكيليان. والآن، يطمع الجنرال «بلايلوك» في هذا الفلوكس، ولا يتردد في تعريض حياة «ملوك الجليد» للخطر من أجل الحصول عليه. بمساعدة «كلامب» وشريكه السابق، القرصان «سوني بلاكبونز»، يتمكن فريق «ملوك الجليد» من النجاة من مخططات «بلايلوك» ويفوزون بكأس كرة قدم المجرات.

### الموسم الثاني
في الموسم الثاني، يُصاب «أهيتو» بمرض ويتم استبداله بحارسة المرمى «يوكي»، وهي ابنة عمه. كما يتم تعليق «روكيت» عن اللعب بسبب استخدامه غير القانوني للعبق، ويحل محله اللاعب الشاب «مارك»، الذي كان سابقًا مرشحًا كلاعب احتياطي.
في غياب «روكيت»، يتم تعيين «دجوك» كقائد للفريق. بعد تعافي «أهيتو»، يتناوب هو و«يوكي» على حراسة المرمى، وتسمح الرابطة لاحقًا لـ«روكيت» بالعودة إلى الفريق بعد مراجعة قضيته. يظل «دجوك» قائدًا للفريق حتى بعد عودة «روكيت»، ويقود الفريق لتحقيق الفوز الثاني على التوالي بكأس كرة قدم المجرات.

### الموسم الثالث
بعد عام من فوزهم الثاني بكأس كرة قدم المجرات، يوجّه اللورد الغامض «فينيكس» دعوة للجميع في المجرة للمشاركة في بطولة الفلوكس المختلط على كوكب باراديزيا. بعد مباراة ودية سيئة ضد فريق «الشادوز»، ينشب خلاف بين «دجوك» و«مي». تقرر «مي» إنهاء علاقتها بـ«دجوك» وتنضم إلى «الشادوز».
تغادر «يوكي» فريق «ملوك الجليد» مؤقتًا لتنضم إلى فريق «الإلكتراس»، كما يغادر «دجوك» الفريق بعد انضمامه إلى «فريق باراديزيا». تنضم لاعبة من فصيلة الـ«وامبا» تُدعى «لون-زيا» إلى فريق «ملوك الجليد» للمشاركة في بطولة الفلوكس المختلط. بسبب ضخ الفلوكس في نواة كوكب باراديزيا، ينفجر الكوكب، لكن لحسن الحظ يتم إجلاء الجميع بفضل مساعدة لاعبي كرة قدم المجرات. يُقام أيضًا نهائي كأس كرة قدم المجرات بين «ملوك الجليد» و«فريق باراديزيا»، وينتصر فيه فريق «ملوك الجليد»، محققين بذلك فوزهم الثالث بالكأس.

## الشخصيات
- دجوك: هو مهاجم فريق ملوك الجليد. قوي وشجاع. وهو ثاني من ظهر لديه العبق اكتشف أن سوني بلاك بونز هو والده في الحلقات الاخيرة من الجزء الأول وسيكون قائدا لملوك الجليد في الجزء الثاني.
- مايكرو-آيس: هو صديق جوك العزيز، والمهاجم الثاني للفريق يمتلك شخصية مرحة جدا ويحب مساعدة رفاقه في الفريق.
- روكيت: قائد الفريق وهو ابن أخ المدرب وهو لاعب وسط الميدان ورابع من ظهر العبق لديه يتميز باستراتجيات ذكية.
- تيا: هي أول من استخدم عبق كيليان ولاعبت وسط الميدان هي فتاة خجولة ولكنها بسرعة وجدت مكانها في الفريق.
- ثران: هو المدافع الأول في الفريق وهو الاخ الأكبر لأهيتو، هو ذكي جداً ويعرف الكثير عن الألعاب والآلات
- مي: مدافعة من الفريق ولكنها أرادت أو بالأحرى أرادت أمها أن تكون مهاجمة وفي النهاية وافقت وتقبلت مكانها في الفريق كمدافعة.
- أهيتو: هو حارس مرمى ملوك الجليد ينام كثيرا حتى اثناء المباراة لكنه يمسك الكرة في الوقت المناسب.
- سينيد: كان من اللاعبين الذين اختارهم أرش من أجل تكوين فريق ملوك الجليد ولكنه كان أنانياً في الاحتفاظ بالكرة مما جعله يطرد من الفريق وينظم إلى الشادوز.
- آرتش: هو مكون الفريق وكابتنه والمدرب الرئيسي وكان قائد فريقه في العصر ما قبل الجليدي هو وعم روكيت، ترك كوكب كيليان من أجل أن يكمل مشواره الرياضي على كواكب أخرى في حين لم يكن قادراً على اللعب في كوكبه بعد الكارثة التي حصلت.
- سيمباي: طبيبة الفريق عالجت في الماضي آرش حين أثر عليه عبق الشادوز وهي عضو في دائرة الفلوكس.
- كلامب: هوالصديق الأقرب لآرش والناصح للفريق فيما يخص التقنيات ماضيه غامض لانه فقد ذاكرته ولا يتذكر أي شيء قبل العصر الجليدي اسمه الحقيقي هو لوبنور ياريس منذ خمسة عشر عاما كان يعمل بالنيابة عن ميتا فلوكس مع البروفيسور سوني بلاك بونز.
- سوني بلاك بونز: هو قائد القراصنة، ووالد دجوك، ويهدف إلى تدمير تيكنوبد منذ خمسة عشر عاما، وكان يسمى إيسون عمل مع الأستاذ لوبنور على الميتا فلوكس.

## وصلات خارجية
- كرة قدم المجرات على موقع IMDb (الإنجليزية)
- كرة قدم المجرات على موقع كينوبويسك (الروسية)
- كرة قدم المجرات على موقع ألو سيني (الفرنسية)
- كرة قدم المجرات على موقع قاعدة بيانات الفيلم (الإنجليزية)